# آخ ادجاجی
آخ ادجاجی یک کوه در لبنان است که در استان بقاع واقع شده‌است. آخ ادجاجی ۱٬۳۰۴ متر بالاتر از سطح دریا واقع شده‌است.